# Леонідас Стергіу
Леонідас Стергіу (грец. Λεωνίδας Στεργίου; нар. 3 березня 2002, Ваттвіль, Швейцарія) — швейцарський футболіст грецького походження, центральний захисник німецького клубу «Штутгарт».

## Ігрова кар'єра

### Клубна
Леонідас Стергіу народився поблизу міста Санкт-Галлен в родині грека та сербки. Займатися футболом почав в академії швейцарського клубу «Санкт-Галлен». З 2018 року футболіста почали залучати до ігор другого складу команди. 6 лютого 2019 року у матчі проти «Цюриха» Стергіу дебютував в основі «Санкт-Галлена» у матчі чемпіонату Швейцарії.
У серпні 2023 року на правах оренди Стергіу перебрався до німецького клубу «Штутгарт». Першу гру у Бундеслізі захисник провів 7 жовтня 2023 року, коли вийшов на заміну в кінці матчу проти «Вольфсбурга».

### Збірна
З 2016 року Леонідас Стергіу виступав за юнацькі збірні Швейцарії всіх вікових категорій. У 2023 році Стергіу був капітаном молодіжної збірної Швейцарії на молодіжному чемпіонаті Європи, де його команда дісталась чвертьфіналу турніру.
12 червня 2022 року у матчі Ліги націй проти Португалії Леонідас Стергіу дебютував у складі національної збірної Швейцарії.

## Титули і досягнення
- Володар Кубка Німеччини (1):

«Штутгарт»: 2024-25